# 도방
도방(都房)은 고려 중기의 무신정권 집권자였던 경대승이 최초 조직한 사병 조직, 경대승의 사후 해체되었다가 최충헌이 집권하자 다시 부활시켰다.

## 창설
정중부에서 이의민에 이르기까지 역대 무신정권 집권자들은 별다른 사병 조직을 갖고 있지 않았다. 그들이 일으킨 각종 쿠테타에 동원된 병력은 일반 관군이었다. 물론 각기 문객(文客)·악소(惡少)·사사(死士)·용사·장사 등으로 불리던 사료에 나타나는 사병 조직이 있으나, 이들이 얼마나 조직적이고 지속적인 조직이었느냐의 관점에서 보면, 사실상 이때에는 사병 조직이 없었다고 해도 과언이 아닐 것이다.
이들 중에서 다만 예외적인 인물이 경대승이었으니, 그는 모든 무신을 적대 세력으로 집권한 만큼 신변보호가 절대적으로 요청되었다. 역사에 처음으로 등장하는 도방은 이 경대승이 조직하였다.
1179년(명종 9년) 경대승이 정중부 일파를 살해한 후에 일부 무신이 정중부를 찬양하고 자기에게 적의를 나타내자, 신변의 위협을 느낀 경대승은 집에 백여 명의 결사대를 모아 함께 침식·행동케 하며 불의의 변을 막게 한 데서 도방이 비롯되었다. 경대승의 도방은 신변 호위뿐 아니라 정보 수집, 반대파 숙청에도 동원되었다. 심지어 권세를 배경으로 살인, 약탈 등 갖가지 폐단을 끼쳤다는 역사의 기록도 있으나 이것은 경대승에게 적의를 품은 세력이 역사를 기록한 데서 기인한다. 1183년(명종 13년) 경대승이 죽은 뒤 그 무리는 섬에 유배되고 도방도 해체되었다.

## 최씨 집권기
최충헌이 이의민을 제거하고 정권을 잡고 나자, 경대승이 집권했을 때처럼 그에 대한 음모가 연발하였다. 결국 1200년(신종 3년) 본격적인 사병 조직으로 도방이 부활되었다. 최충헌은 신변보호와 정권안정을 위해 다시 경대승의 도방을 설치하였다. 새로운 도방은 이전 경대승의 도방과는 비교가 안될 정도의 대규모로 더욱 조직적이었으며, 문무관·한량(閑良)·군졸 중에 강력한 자를 모아 6번(六番)으로 나누어 교대로 근무케 했다. 이로부터 도방은 근위대(近衛隊) 성격을 띠면서 최씨(권력 유지)의 지주(支柱)가 되었다.
최우(崔瑀)에 이르러서는 최우의 가병(家兵)을 내도방(內都房), 최충헌의 도방(六番都房)을 외도방(外都房)이라 하여 조직을 확장 강화했고, 내도방은 직접적인 신변보호를 담당케 하고, 외도방은 친척과 기타 외부의 경비를 담당하게 하였다. 그 후 최항(崔沆)의 집권 때는 내·외도방을 합하여 36번으로 확장 강화하였고, 임연(林衍) 부자의 전횡시대에 다시 6번으로 개편하였다. 1270년(원종 11년) 폐지되었다.

## 역할과 평가
도방은 무인정권의 호위 및 집권체제 강화와 안전을 위해 존속했다. 그러나 한편 도방이 직접 외적의 침입을 막기 위해 동원된 경우도 있는데, 이것을 두고 도방은 관군이었다는 견해도 제기되고 있다. 그러나, 이는 당시 왕권을 능가하는 권력을 쥐고 있던 무신정권의 양해하에 가능했다는 점을 고려할 때, 종래의 해석으로 보는 것이 타당하다고 하겠다.
도방은 무신정권의 출발에서 형성되어 무신정권의 몰락과 더불어 해체되는 것에서 보이듯이 이 기구는 무신정권의 집권체제를 강화하는 데 커다란 역할을 하였다. 그러나 한편 이를 다른 측면에서 보면 주가(主家)의 권세를 배경으로 백성을 약탈하는 등, 많은 폐단을 끼쳤다는 부정적 평가가 있다.

## 같이 보기
- 무신정권
- 경대승